# Kate Mullany
Kate Mullany, född 1845, död 1906, var en amerikansk fackföreningsaktivist. 
Hon är inkluderad i National Women's Hall of Fame. 